# Moriskentänzer aus Chemnitz
Die Figur eines Moriskentänzers wurde 1994–95 in Chemnitz bei Ausgrabungen im Stadtkern gefunden. Es handelt sich um eine in die Zeit des 15.–16. Jahrhunderts datierte fingergroße Bronzefigurine.

## Beschreibung
Die Maße der Figur sind 5,2 × 1,4 × 1,8 Zentimeter. Die vermutlich getrennt gegossenen Arme sind verloren, die Beine etwas voneinander gespreizt und die Füße versetzt. Der Tänzer trägt ein Wams mit einem Hemd darunter, Schnabelschuhe und eine Strumpfhose. Außerdem hat er schulterlanges gelocktes Haar. Die Figur steht in einem Knicks-artigen Tanzschritt und führt den Moriskentanz auf, einen Bühnentanz des Spätmittelalters und der Frühen Neuzeit, der besonders in der höfischen Renaissancekultur Italiens beliebt war. Ab Mitte des 15. Jahrhunderts wurde der Tanz in Deutschland zu festlichen Anlässen aufgeführt. Heute ist die Figur des Moriskentänzers im Staatlichen Museum für Archäologie ausgestellt. 
Bildliche zeitgenössische Darstellungen von Moriskentänzern sind sehr selten. Dem Chemnitzer Fund am nächsten sind noch die Moriskentänzerfiguren des Erasmus Grasser im Alten Münchner Rathaus. 

## Fundort
Gefunden wurde der Moriskentänzer bei Ausgrabungen im Vorfeld des Baus des Einkaufszentrums Galerie Roter Turm. Der konkrete Fundort war eine Aufplanierung auf einem Hofpflaster aus der Zeit um 1500 in einem Bereich, der bis 1945 zum Grundstück „Am Plan 8“" gehörte. Heute befindet sich dort das Einkaufszentrum.

## Weblink
- Figur eines Moriskentänzers. In: archaeo 3D